# ركيزة مستقبلة الإنسولين
ركيزة مستقبلة الإنسولين (بالإنجليزية: Insulin receptor substrate)‏ وتُدعى اختصاراً IRS، وهي ربيطة مُهمة في استجابة الإنسولين في الخلايا البشرية.
من الأمثلة على هذه الركيز: ركيزة مستقبلة الإنسولين 1 وهي بروتين يحتوي على فسفوتيروسين.

## الجينات
- IRS1
- IRS2
- IRS3P
- IRS4